# José Luis Oreiro
José Luis da Costa Oreiro (Rio de Janeiro, 15 de junho de 1971) é um economista e professor universitário brasileiro. Atua na área de macroeconomia e crescimento econômico, participando ativamente do debate econômico no Brasil. Escreve regularmente artigos sobre a conjuntura econômica para veículos da grande mídia, como Valor Econômico, Estadão e Folha de S.Paulo.

## Carreira
Oreiro é graduado em Ciências Econômicas pela Universidade Federal do Rio de Janeiro (1992), com mestrado em Economia pela Pontifícia Universidade Católica do Rio de Janeiro (1996) e doutorado em Economia da Indústria e da Tecnologia pela Universidade Federal do Rio de Janeiro (2000).
Começou sua carreira docente como professor substituto da Faculdade de Economia da Universidade Federal Fluminense em agosto de 1993. Em agosto de 1996 foi contratado pela Faculdade de Economia e Administração do IBMEC-RJ, onde lecionaria até junho de 2001, quando foi contratado pelo Mestrado de Economia Empresarial da Universidade Cândido Mendes. Foi professor da Universidade Federal do Paraná (2003-2008) e da Universidade Federal do Rio de Janeiro (2013-2017). Atualmente é professor associado do departamento de Economia da UnB, professor do programa de doutorado em integração econômica da Universidade do país Basco (Bilbao/Espanha)  e pesquisador nível IB do CNPq.
Oreiro também é membro Sênior da Post-Keynesian Economics Society, coordenador da área de pesquisa "Developmental Macroeconomics: perspectives from the global south" da European Association for Evolutionary Political Economy", líder do grupo de pesquisa "Macroeconomia Estruturalista do Desenvolvimento". Foi presidente da Associação Keynesiana Brasileira de 2013 a 2015.
Em 2012, chegou a ser indicado a presidência do Ipea para a sucessão de Márcio Pochmann.
Em 2020, Oreiro foi um dos economistas indicados pelo COFECON a honraria Personalidade Econômica do ano.
Oreiro participou do governo de transição de Luiz Inácio Lula da Silva como membro do GT de planejamento.
Com base no AD Scientific Index 2023, José Luis Oreiro está classificado como o terceiro economista mais produtivo do departamento de economia da Universidade de Brasília, em decimo oitavo lugar no Brasil e quadragésimo sexto lugar na América Latina

### Atuação
Oreiro atua na área de economia com ênfase em macroeconomia, acumulação de capital, crescimento econômico, autonomia da política monetária, taxa de juros e dinâmica não linear. Além de publicações em periódicos nacionais, também participa na formulação de políticas públicas visando acelerar o crescimento econômico brasileiro, principalmente através de um processo de reindustrialização e aumento da complexidade econômica.
Fez publicações em revistas como: Journal of Post Keynesian Economics, Structural change and Economic Dynamics, Metroeconomica, Cambridge Journal of Economics, International Review of Applied Economics, Investigacion Economica, Revista Brasileira de Economia, Revista de Economia Política, Economia e Sociedade e Estudos Econômicos.
Na eleição presidencial de 2018, foi conselheiro econômico do candidato Ciro Gomes e um dos signatários do "Manifesto dos Economistas pela Democracia Brasileira", em apoio a Fernando Haddad no segundo turno.

### Posicionamentos
Para Oreiro, a crise econômica brasileira de 2014, chamada por ele de "a grande recessão brasileira", foi causada pela queda dos investimentos públicos naquele ano. A origem dessa queda está, para Oreiro, na redução das margens de lucro das empresas não financeiras. Os efeitos da redução dos investimentos foram agravados pela contração fiscal no ano seguinte.
Foi crítico da PEC do Teto dos Gastos, que havia sido proposta, supostamente, para combater a crise econômica. Durante a Comissão de Fiscalização Financeira e Controle da Câmara dos deputados, Oreiro sugeriu que a PEC fosse modificada para que as despesas do governo acompanhassem, para além da inflação, o crescimento anual da população.
Oreiro é um dos formuladores da teoria novo-desenvolvimentista no Brasil e frequentemente emite opiniões em grandes veículos de mídia, onde já fez críticas às políticas econômicas adotadas pelo ministro da economia Paulo Guedes. Escreve regularmente sobre a economia brasileira em seu blog.

## Publicações
- Developmental Macroeconomics: New developmentalism as a growth strategy. Routlege: Londres (2015), ISBN 9780415817783 (em co-autoria com Luiz Carlos Bresser-Pereira e Nelson Marconi)
- Macroeconomia do Desenvolvimento: uma perspectiva keynesiana. Editora LTC (2016), ISBN 9788521631514.
- Macrodinâmica Pós-Keynesiana: Crescimento e Distribuição de Renda. Editora Alta books (2018), ISBN 8550803359.[29]
- Macroeconomia da Estagnação Brasileira. Editora Alta Books (2021), ISBN 8550814911, em (co-autoria com Luis Fernando de Paula).[30]
- Moeda e Sistema Financeiro: ensaios em homenagem a Fernando Cardim de Carvalho. Editora UFSM, (2019), ISBN 9788573913408.[31]
- Política monetária, bancos centrais e metas de inflação: teoria e experiência brasileira. Editoria FGV. (2009). ISBN 9788522507245 (em co-autoria com Luiz Fernando de Paula e Rogério Sobreira)[32]
- Sistema Financeiro. Uma Analise Do Setor Bancário Brasileiro. Editora Campus. (2007). ISBN 9788535223286 (em co-autoria com Luiz Fernando de Paula)[33]
- A Teoria Econômica na Obra de Bresser-Pereira. Editora UFSM (2015). ISBN 9788573912456. (em co-autoria com Luiz Fernando de Paula e Nelson Marconi)[34]
- The Financial Crisis: origins and implications. Palgrave Macmillan (2010). ISBN 9780230271593 (em co-autoria com Phillip Arestis e Rogério Sobreira)[35]
- An Assessment of the Global Impact of the Financial Crisis. Palgrave Macmillan (2011). ISBN 978-0-230-27160-9 (em co-autoria com Phillip Arestis e Rogério Sobreira)[36]
- Macroeconomia do desenvolvimento: ensaios sobre restrição externa, financiamento e política macroeconômica. Editora UFPE (2012). ISBN 9788541500586. (em co-autoria com Luiz Fernando de Paula e Flavio Basílio)[37]
- Agenda Brasil: políticas econômicas para o crescimento com estabilidade de preços. Editora Manole (2003). ISBN 9788520420874. (em co-autoria com João Sicsú e Luiz Fernando de Paula).[38]

## Prêmios
- XXVI Prêmio Brasil de Economia da Cofecon na categoria Livros de Economia.[31]
- Troféu Cultura Econômica (2004).[39]
- XXIII Prêmio Brasil de Economia (2017) do Cofecon na categoria livro. Trabalho Premiado: Macroeconomia do Desenvolvimento: uma perspectiva Keynesiana. [40]